# Hygrophorus camarophyllus
Hygrophorus camarophyllus (Johannes Baptista von Albertini & Lewis David de Schweinitz, 1805 ex Paul Dumée, M. Grandjean & René Maire, 1912) din încrengătura Basidiomycota, în familia Hygrophoraceae și de genul Hygrophorus, este o specie doar regional răspândită, pe alocuri foarte rară de ciuperci comestibile care coabitează, fiind un simbiont micoriza (formează micorize pe rădăcinile arborilor). O denumire populară nu este cunoscută. În România, Basarabia și Bucovina de Nord se dezvoltă preferat pe sol acru, uneori și pe cel calcaros sărbezit, în păduri de conifere, preponderent sub molizi, dar, de asemenea, pe lângă larici și pini, crescând în grupuri. Apare de la câmpie la munte din (iunie) iulie până în noiembrie.

## Taxonomie

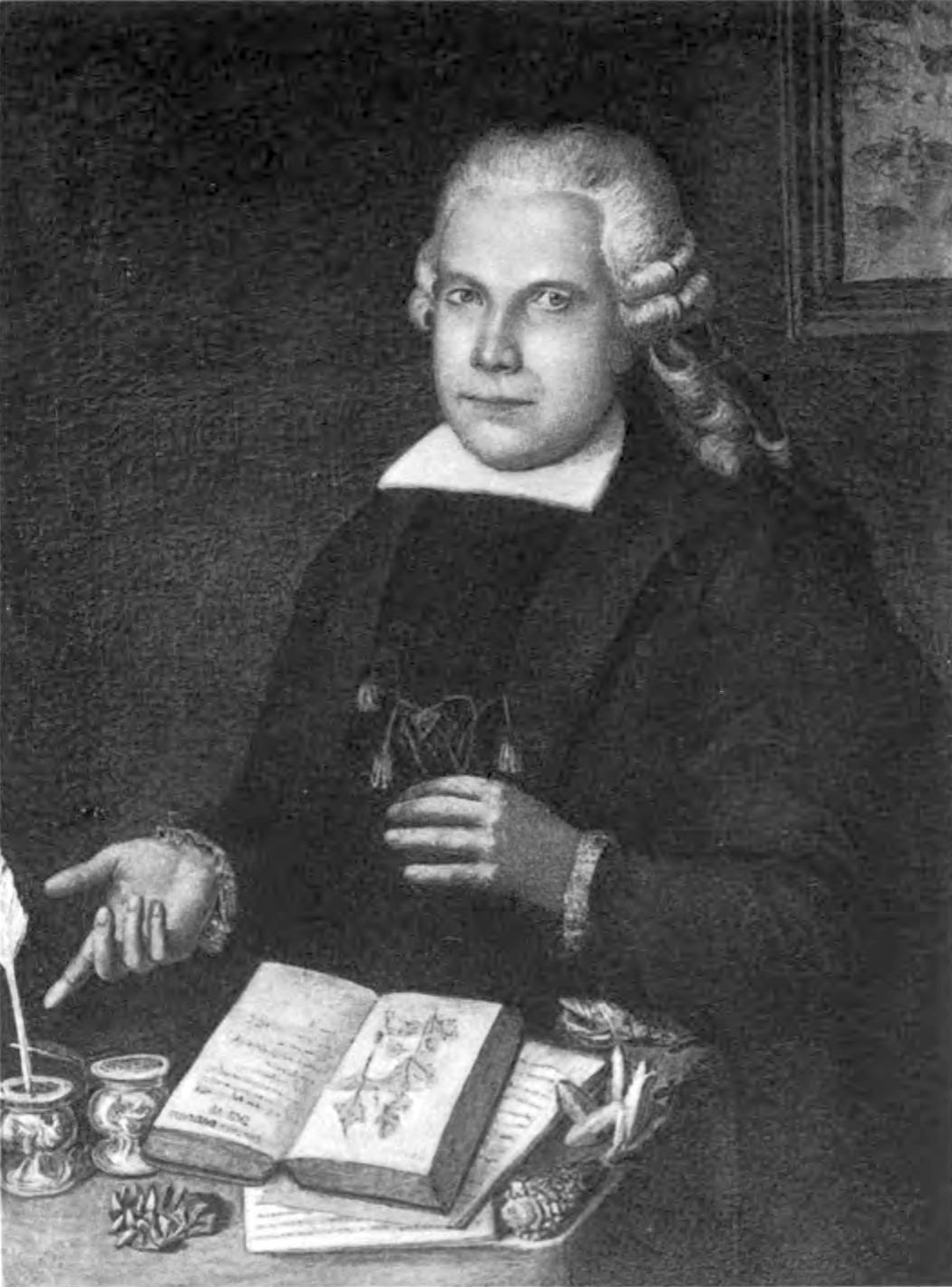
G. A. Scopoli

Specia a fost descrisă pentru prima dată de botanistul italian Giovanni Antonio Scopoli sub numele Agaricus caprinus, de verificat  în volumul 2 al operei sale Flora carniolica exhibens plantas Carnioliae indigenas din 1772. Apoi, în 1838, renumitul savant suedez Elias Magnus Fries a transferat specia la genul Hygrophorus sub păstrarea epitetului, în cartea sa Epicrisis systematis mycologici, seu synopsis hymenomycetum.
Dar numele binomial hotărât este Agaricus camarophyllus, determinat de micologii germano-americani Johannes Baptista von Albertini și Lewis David de Schweinitz, în lucrarea lor Conspectus fungorum in Lusatiae Superioris agro Niskiensi crescentium, e methodo Persooniana din 1805.
În final, micologii francezi Paul Dumée, M. Grandjean și René Maire au mutat specia la genul Hygrophorus acceptând epitetul, de verificat în volumul 28 al jurnalului micologic Bulletin de la Société Mycologique de France din 1912, ref> Dumée, Grandjean| & Maire: „Hygrophorus camarophyllus”, în: „Bulletin de la Société Mycologique de France”, vol. 28, Paris 1912, p. 292</ref> fiind numele curent valabil (2023), pe când  Hygrophorus caprinus este acceptat sinonim ca și toate celelalte încercări de redenumire precum variațiile descrise. 
Epitetul specific este derivat din cuvintele de limba greacă veche (greacă veche κάμαρα=arc, boltă, cămară) și (greacă veche φύλλον=frunză, frunziș),  datorită aspectului pălăriei.

## Descriere

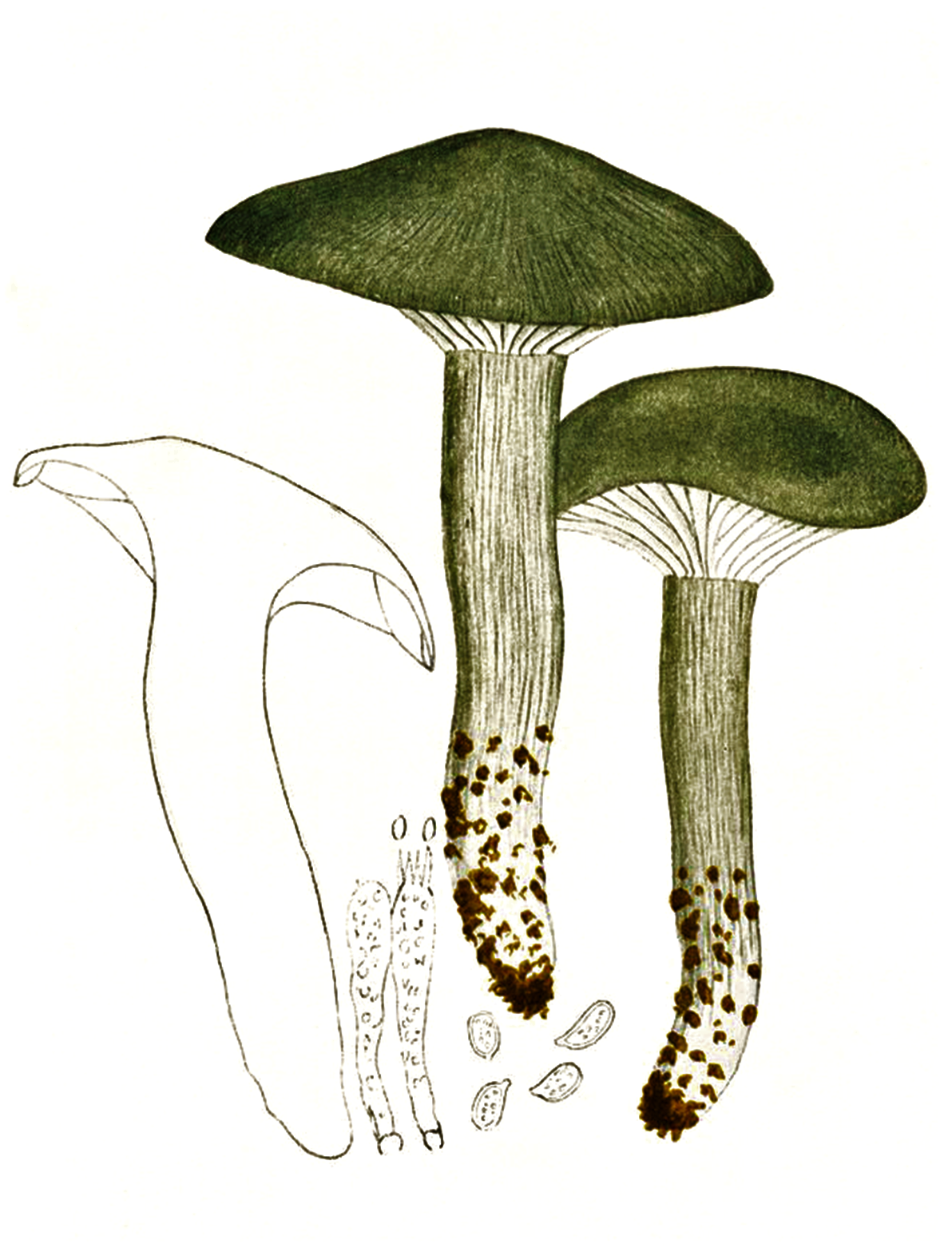
Bres.: Hygrophorus caprinus

- Pălăria: destul de mare, cărnoasă, nehigrofană, cu un diametru de 4-9 (12) cm este inițial emisferică cu marginea subțire, rulată spre interior, apoi convexă, devenind cu avansarea în vârstă din ce în ce mai neregulată cu marginea ondulată și îndoită. Cuticula netedă, încarnată radial-fibros este mată, uscată, aproape niciodată slinoasă, fiind ușor detașabilă doar la margine. Coloritul variabil, poate fi gri, gri-brun, funinginos brun, brun-măsliniu până la brun-negricios.
- Lamelele: destul de subțiri și distanțate, moi, ceroase, cu lameluțe bifurcate și intercalate, parțial interconectate între ele, sunt arcuit-concave precum ușor descendente la picior. Coloritul alb, uneori gri-albicios, dar mereu cu muchii albe, se decolorează cu timpul, devenind crem-gălbui pal.
- Piciorul: puternic, fibros și plin pe dinăuntru cu o lungime de 4-8 (10) cm și o lățime de 1-2 cm este cilindric, uneori slab îndoit. Suprafața uscată este spre vârf netedă, de altfel fin împâslită. Coloritul gri-brun pe fundal mai deschis nu prezintă  benzi viperine, fiind sub pălărie și la bază albicios. Un inel lipsește.
- Carnea:  destul de fragedă și groasă este albicioasă și sub cuticulă gri. Nu se decolorează după tăiere. Mirosul este plăcut de miere, la bătrânețe puțin mucegăit, iar gustul blând, dulcișor, amintind de nuci.[3][4][5]
- Caracteristici microscopice: are spori netezi, hialini (translucizi), neamilozi, elipsoidali până la alungit elipsoidali, măsurând 7- (9) 10 x 4,5-5 (6) microni. Pulberea lor este albă. Basidiile clavate cu preponderent cu patru sterigme fiecare au o dimensiune de 50-60 x 7-9 microni. Trama lamelară este iregulară.[11]
- Reacții chimice: carnea se decolorează cu anilină de fenol vinaceu, cu fenol repede brun, cu lactofenol (o soluție de fenol, acid lactic și glicerol) mai întâi violet, apoi brun și cu tinctură de Guaiacum încet albastru pal.[12]

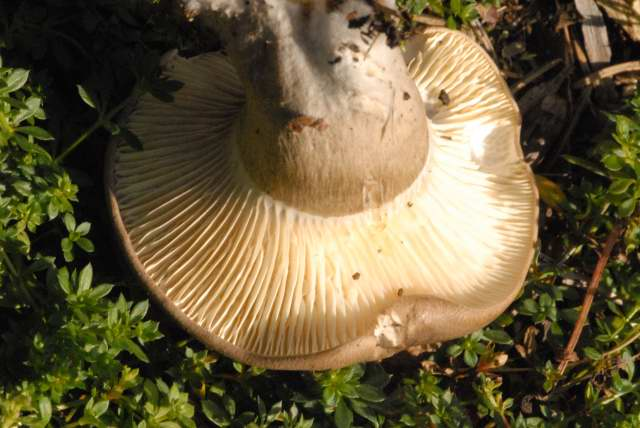
H. camarophyllus, lamele și picior din apropiere
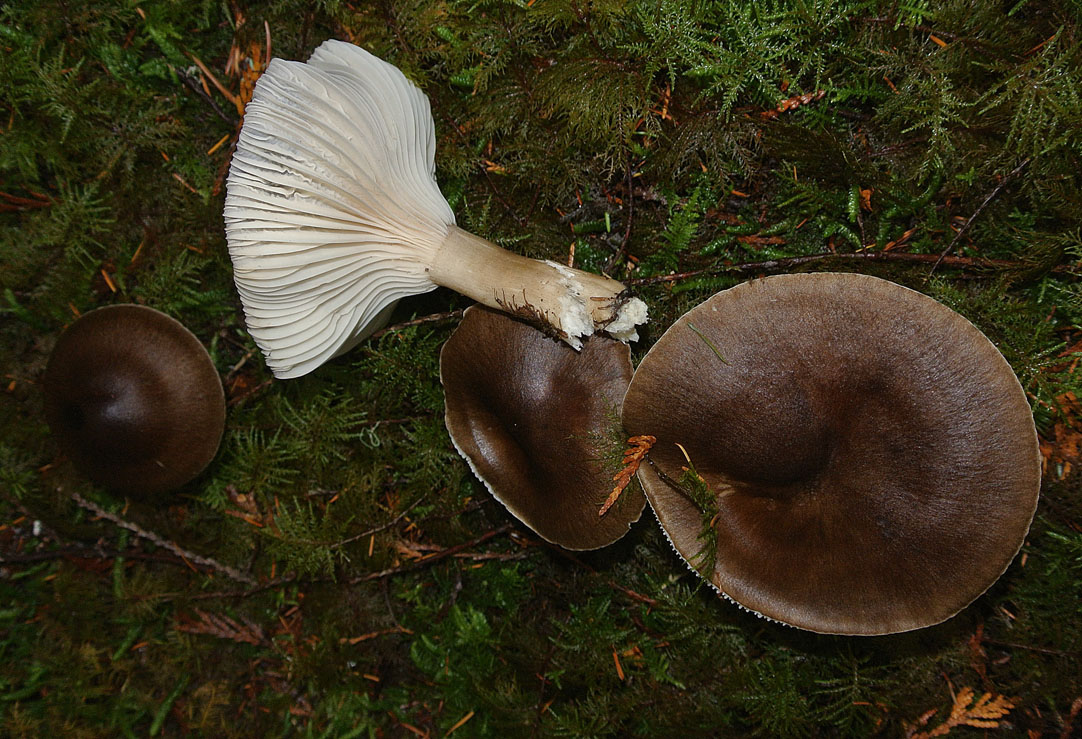
H. camarophyllus, pălărie, lamele și picior
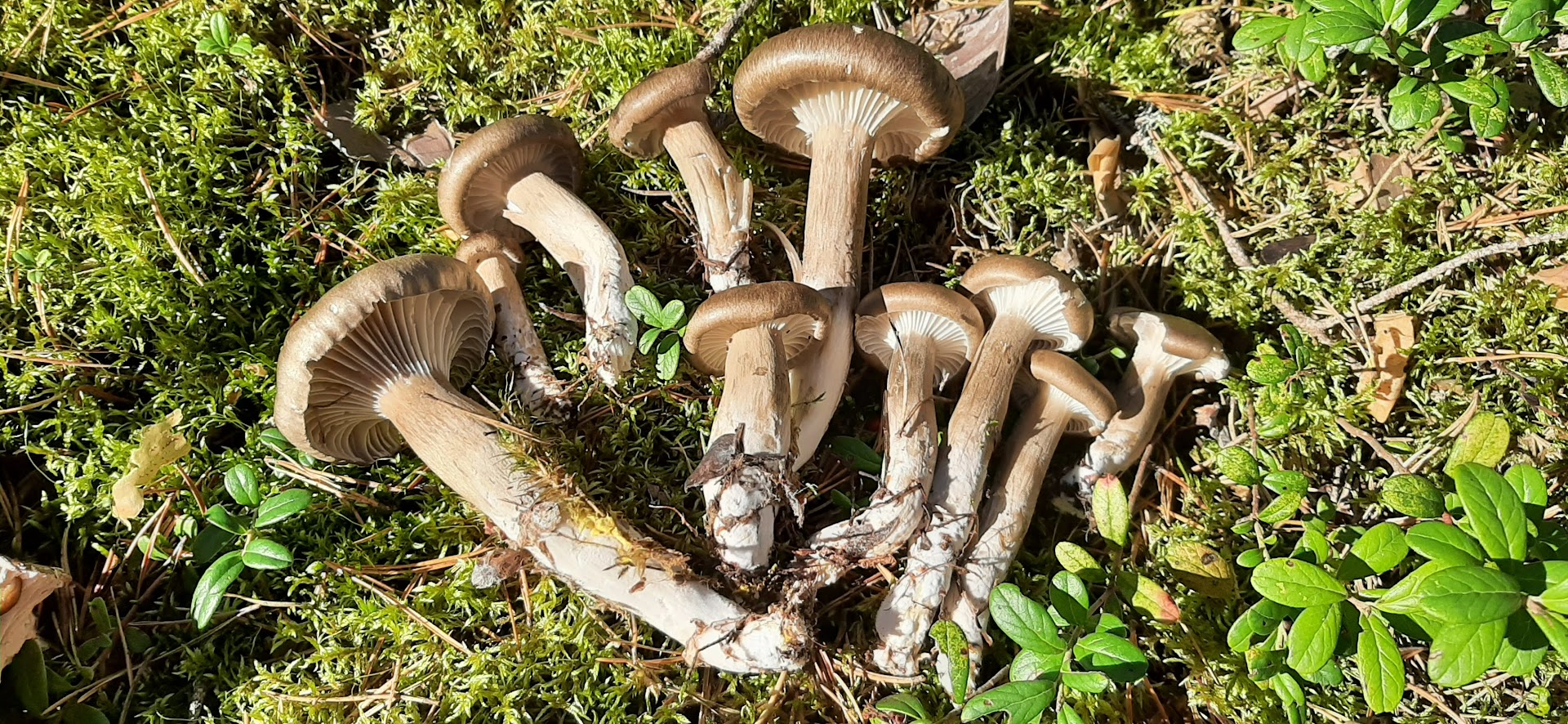
H. camarophyllus în diverse stadii de evoluție

## Confuzii
În mod general, Hygrophorus camarophyllus poate fi confundat cu ciuperci comestibile și mai mult sau mai puțin savuroase aceleiași specii cum sunt: Hygrophorus agathosmus (comestibil), Hygrophorus atramentosus (comestibil) + imsgini, Hygrophorus fulgineus (comestibil), Hygrophorus hypothejus (comestibil), Hygrophorus latitabundus (comestibil), Hygrophorus marzuolus (comestibil), Hygrophorus meridionalis (comestibil), Hygrophorus olivaceoalbus (comestibil), Hygrophorus persoonii (comestibil) sau Hygrophorus russula (comestibil).

## Specii asemănătoare în imagini

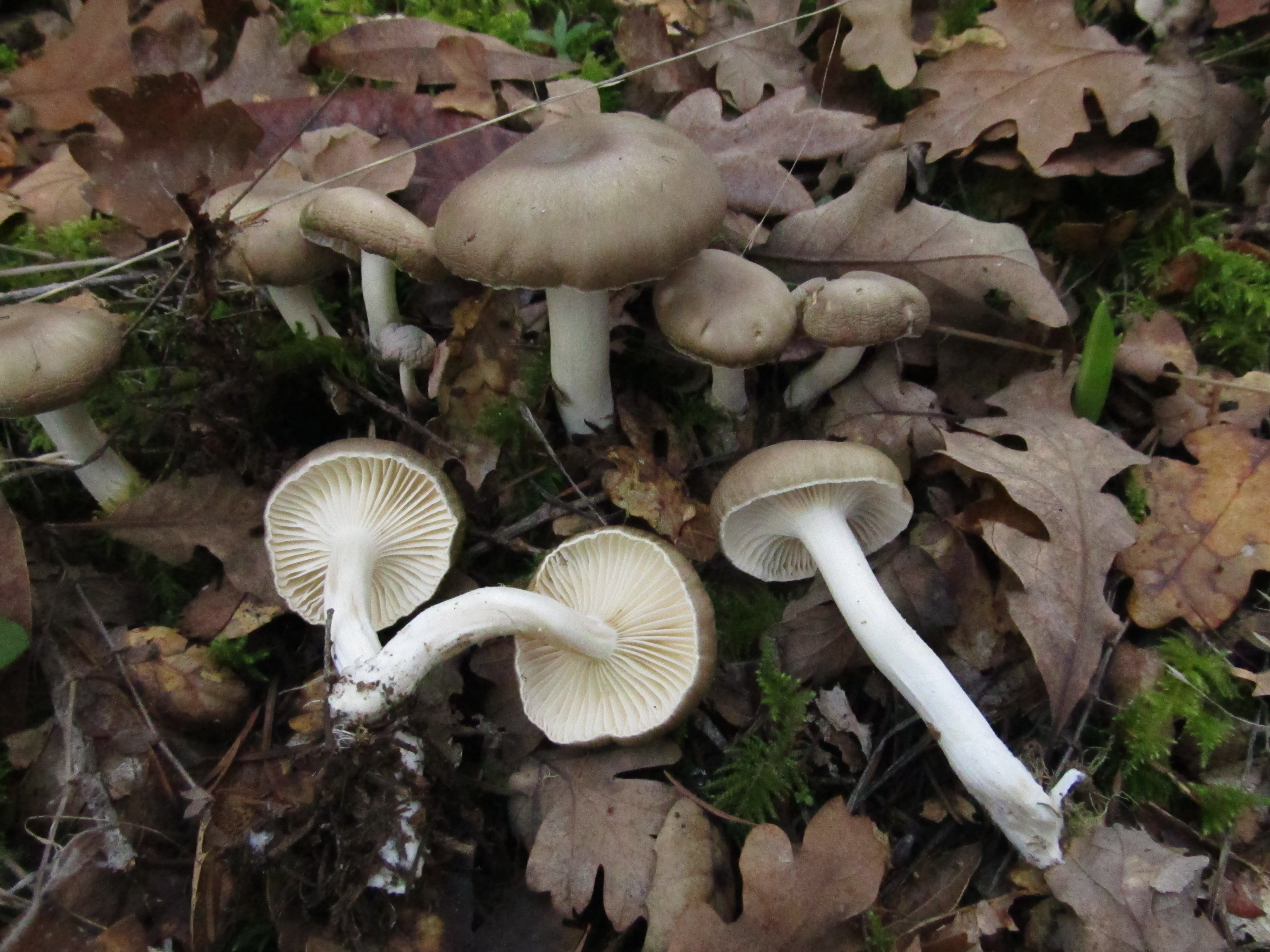
Hygrophorus agathosmus
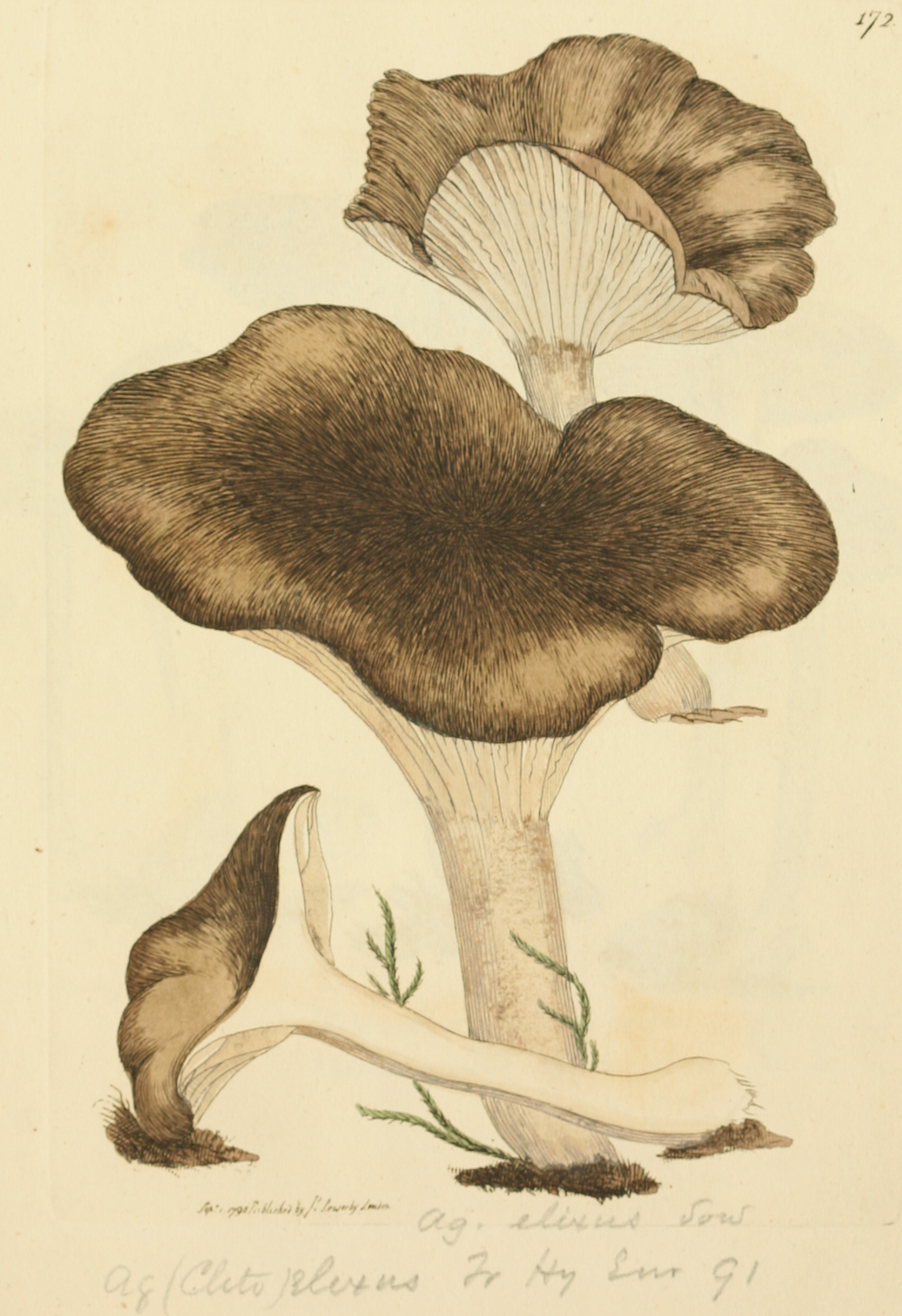
Hygrophorus atramentosus
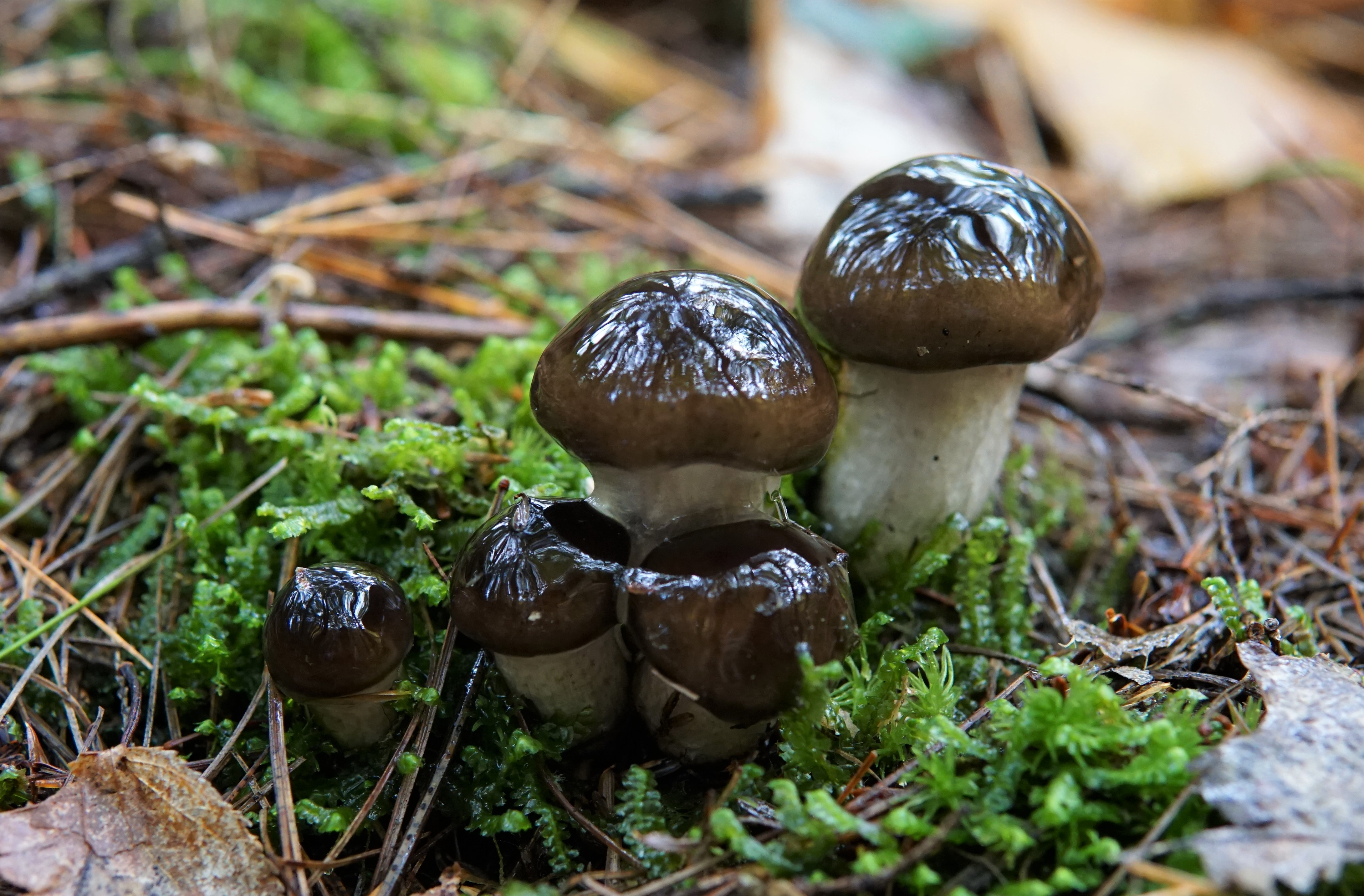
Hygrophorus fuligineus
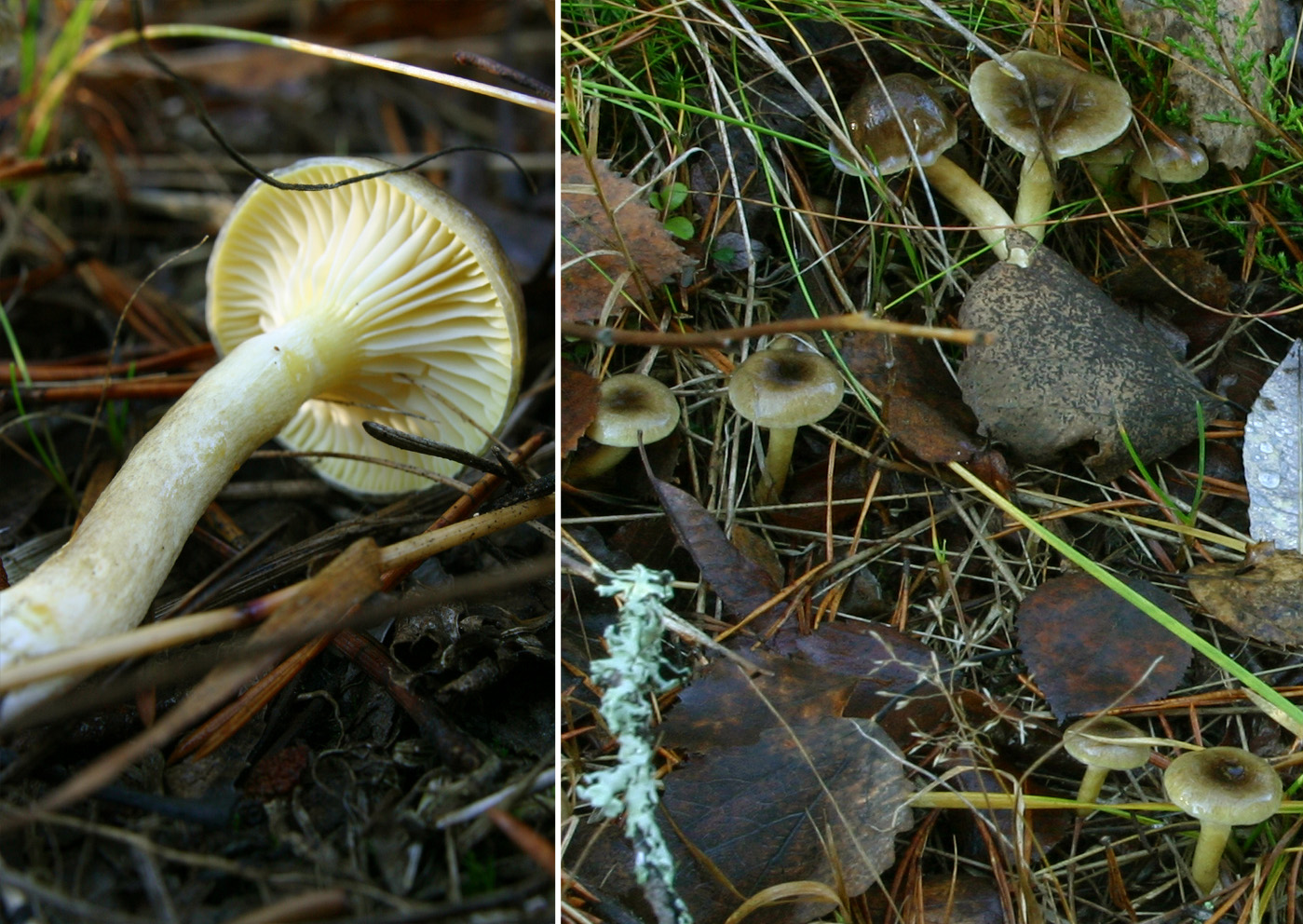
Hygrophorus hypothejus
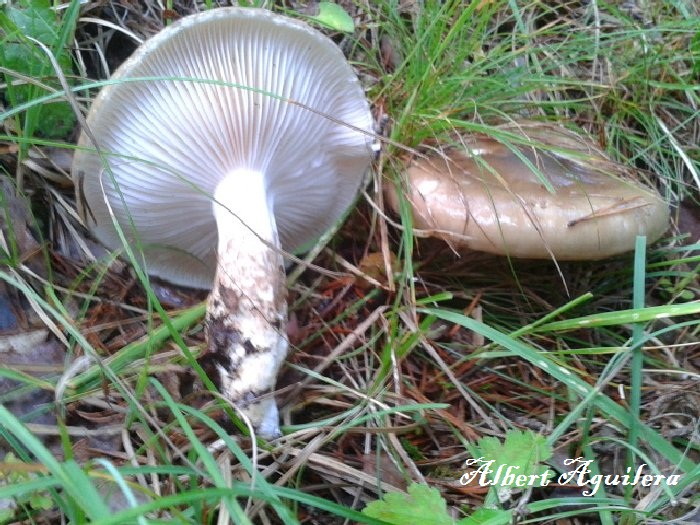
Hygophorus latitabundus

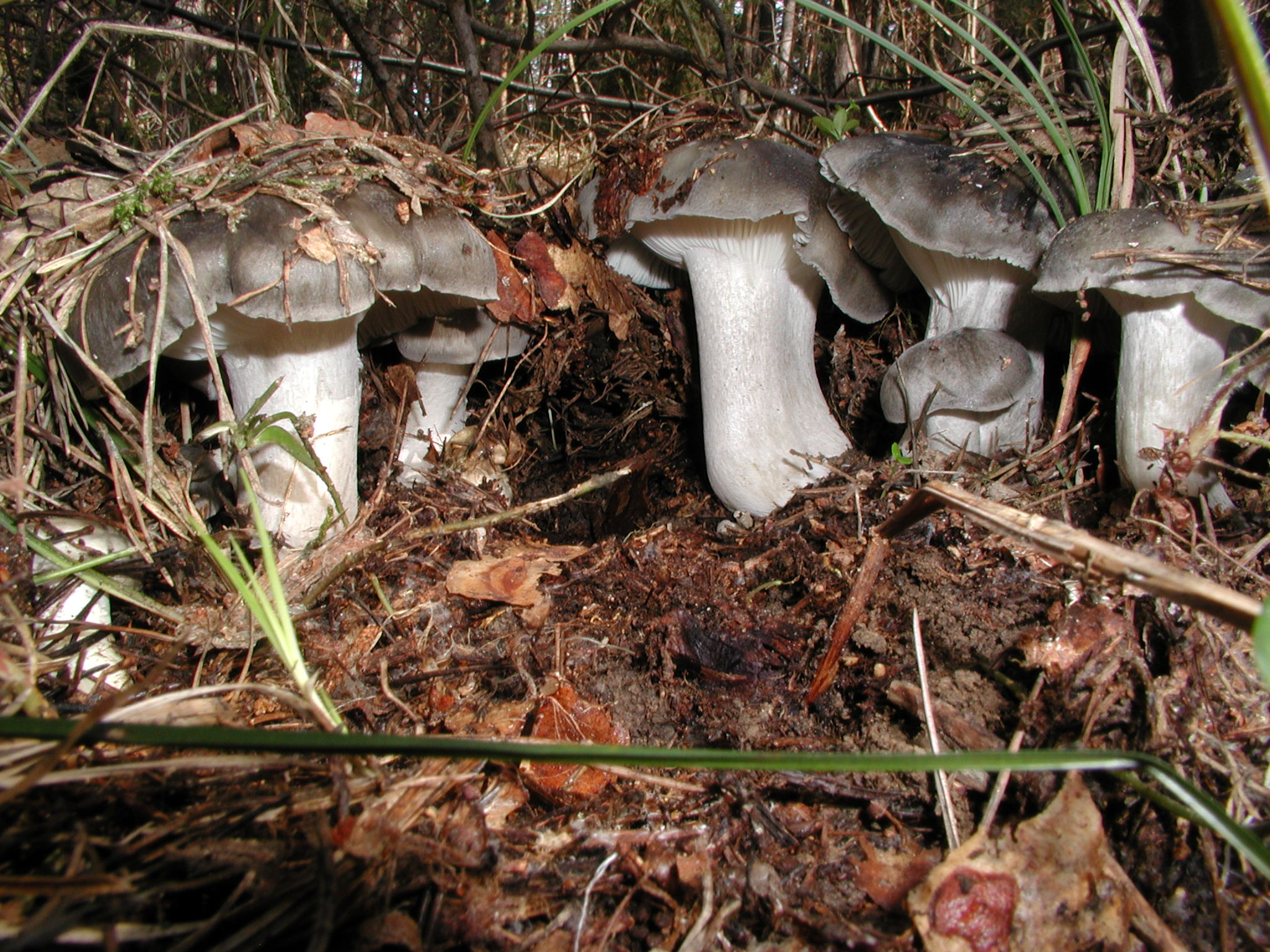
Hygrophorus marzuolus
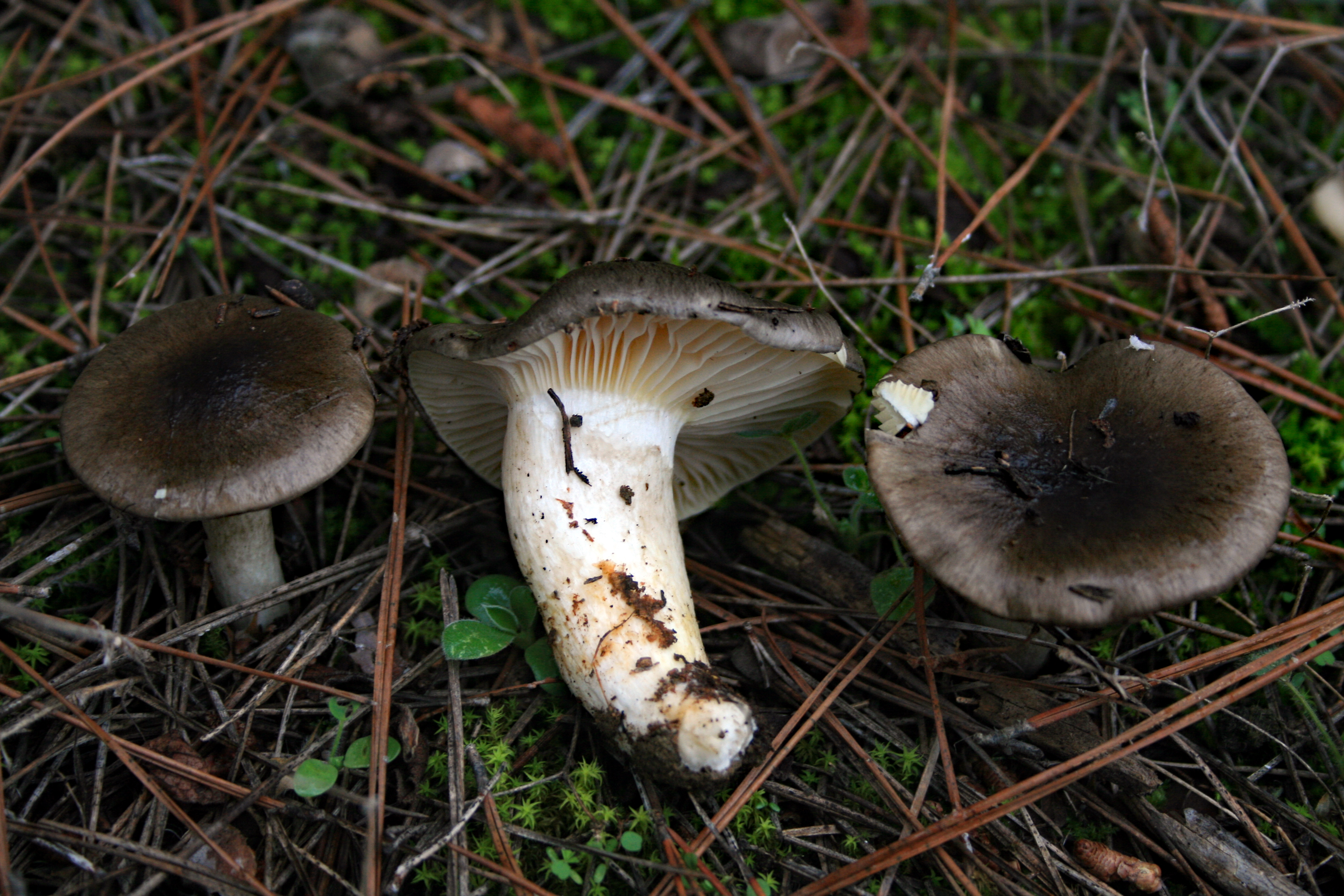
Hygrophorus meridionalis
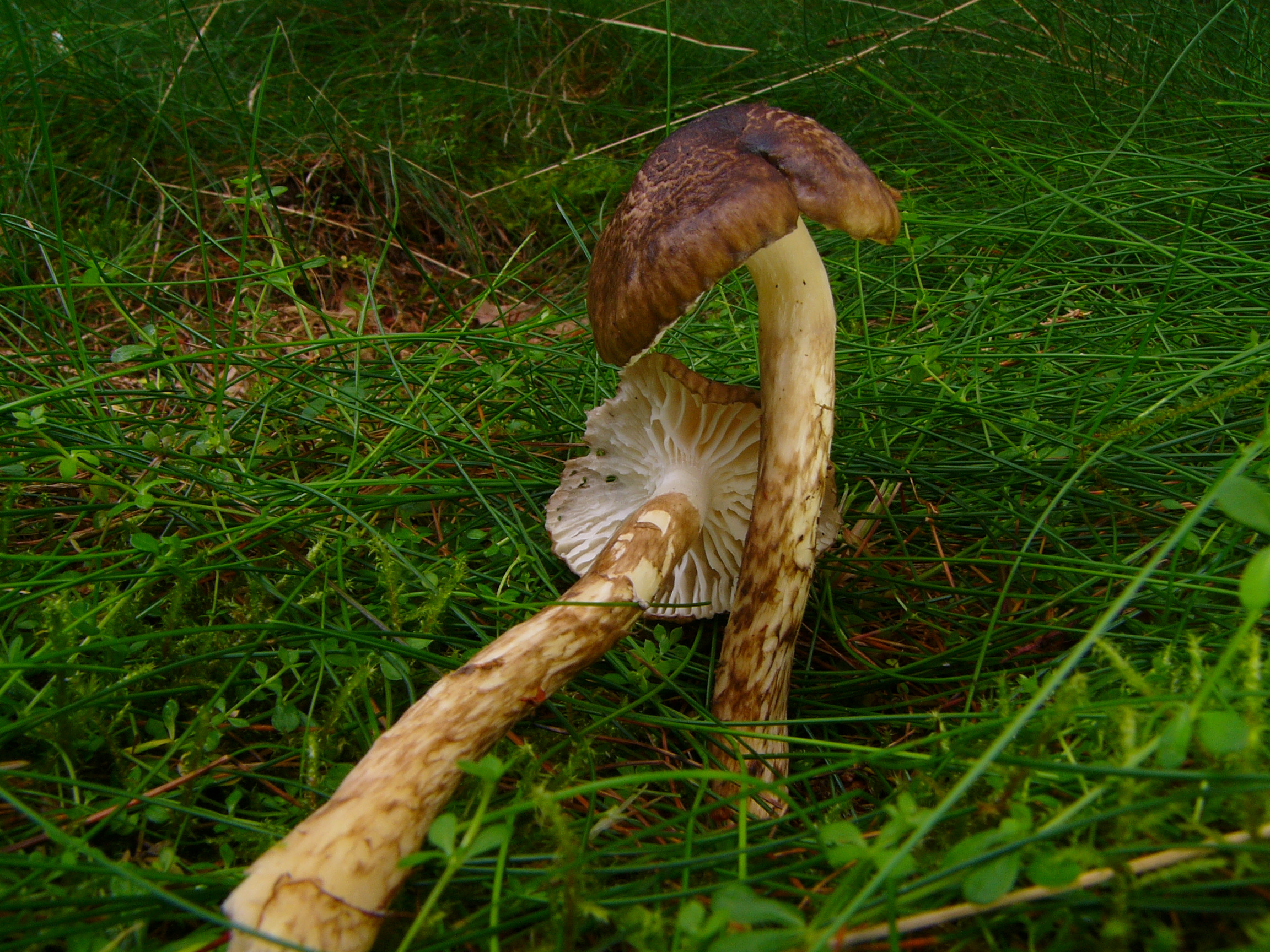
Hygrophorus olivaceoalbus
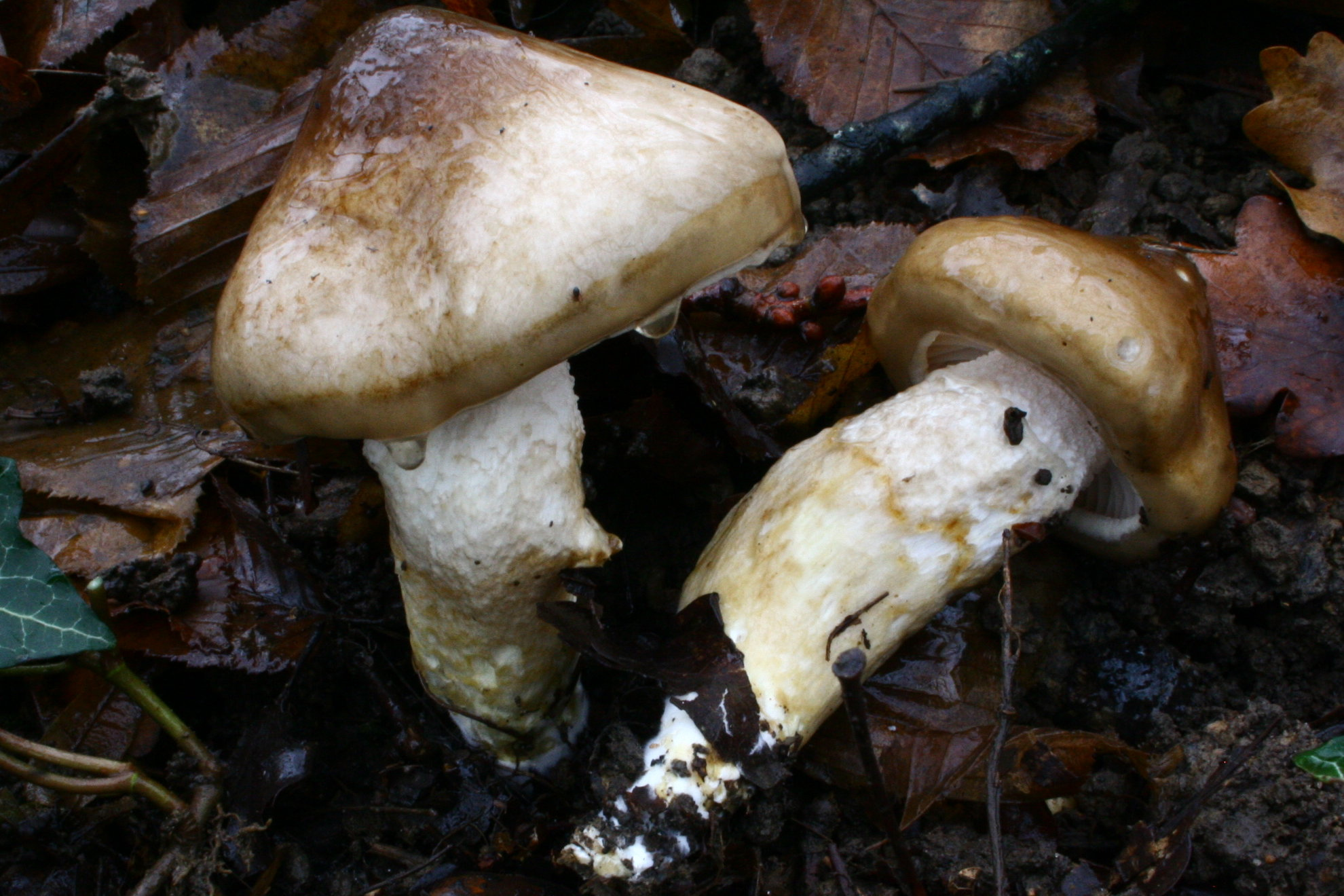
Hygrophorus persoonii
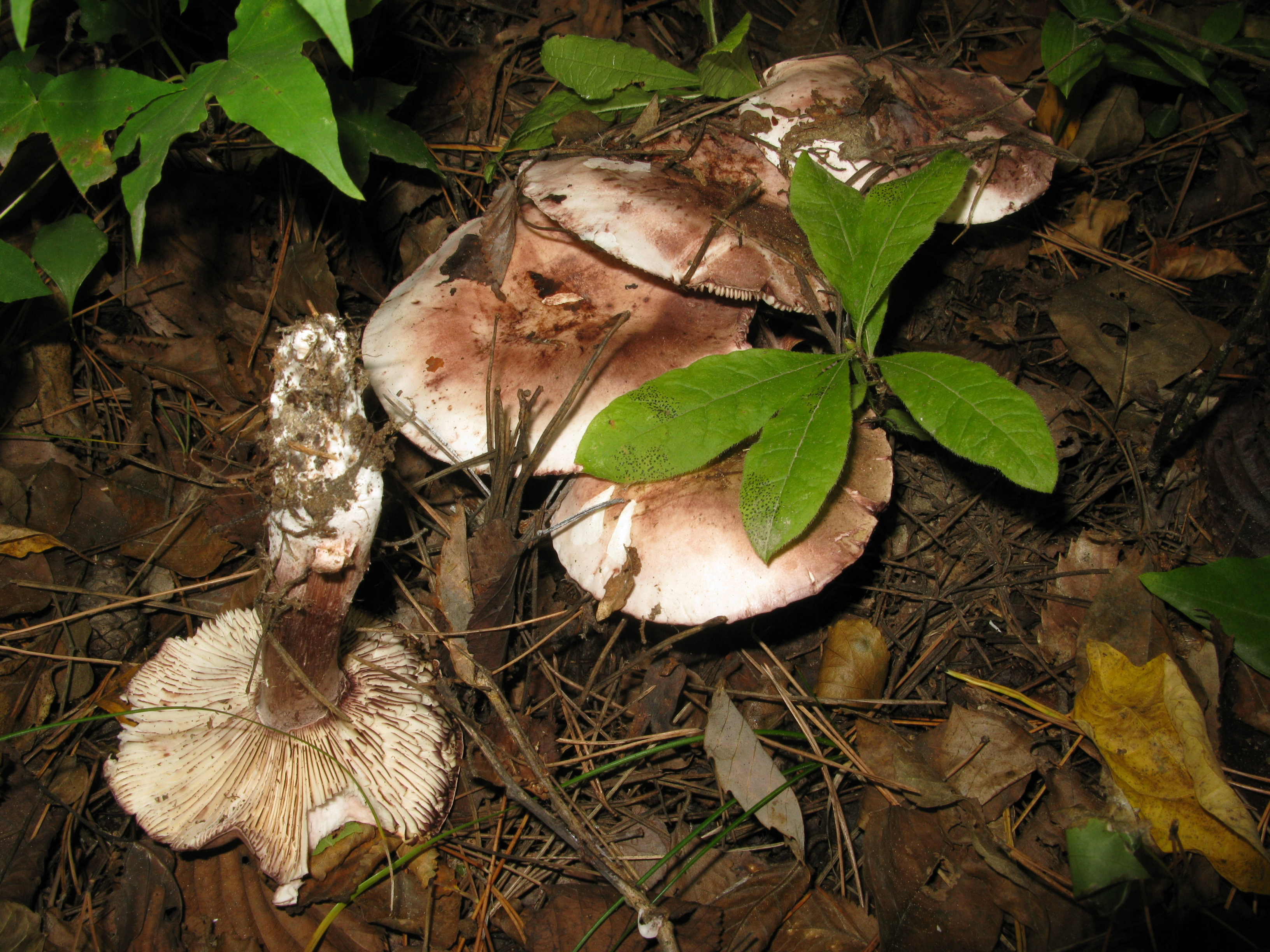
Hygrophorus russula

## Valorificare
Hygrophorus camarophyllus este o specie aromatică și destul de gustoasă care se potrivește în bucătărie, nu numai ca adăugare la o mâncare de alte ciuperci, dar, fiind pe alocuri rară, ar trebui fi cruțată și lăsată la loc.